# Microsoft International Soccer 2000
Microsoft International Soccer 2000 (Microsoft International Football 2000) — компьютерная игра в жанре спортивный симулятор, разработанная Rage Software и изданная в 1999 году компанией Microsoft на платформе Windows. Игрок выполняет роль тренера международной футбольной команды, выступающей на таких соревнованиях, как чемпионат мира по футболу и чемпионат Европы по футболу. К разработке игры привлекались футбольные тренеры. Восприятие игры в целом было положительным: отмечалось высокое качество графики и простота игры. Однако о некоторых аспектах игрового процесса, таких как искусственный интеллект игроков, отзывы были смешанными.

## Игровой процесс
Игра предлагает девять режимов, разбитых на три категории: товарищеский матч, футбольная лига и чемпионат. Товарищеские матчи предназначены для тренировки игрока, в лигах возможна игра по круговой системе или на выбывание, а в режиме чемпионата представлено несколько соревнований, таких как чемпионат мира по футболу и чемпионат Европы по футболу.
У каждой команды имеется свой состав полевых игроков, который может изменяться. Поскольку разработчик не приобрёл лицензию FIFA, по умолчанию используются вымышленные имена футболистов. Они могут быть изменены игроком. Футболисты могут выполнять все действия, характерные для игры в футбол: дриблинг, пасы, удары головой, игра в одно касание и бисиклета. В версии, выпущенной в США, комментируют матч Джонатан Пирс и Рон Аткинсон.
В игре учитываются нарушения правил, которые могут повлечь получение футболистом жёлтой или красной карточки, хотя это и происходит редко. Наиболее вероятна фиксация нарушения при выполнении подката.

## Разработка
К разработке было привлечено несколько футбольных тренеров из Великобритании. Они помогли Rage Software разработать искусственный интеллект, использующий тактические и стратегические приемы, применяемые в реальных футбольных матчах.

## Восприятие
| Иноязычные издания    | Иноязычные издания |
| Издание               | Оценка             |
| --------------------- | ------------------ |
| AllGame               | [ 1 ]              |
| IGN                   | 7,6/10             |
| Sports Gaming Network | 86/100             |

Восприятие игры в целом было положительным. Обозреватель сайта IGN отметил, что игровой дизайн не являлся уникальным и в основном был похож на другие игры того же жанра. Единственным исключением являлся режим «классических матчей». В числе недостатков отмечалось отсутствие в игре реально существующих клубов из-за того, что разработчик не получил лицензию FIFA. Обозреватель сайта Sports Gaming Network отметил простоту и эффективность интерфейса игры. Обозреватель Allgame указал, что управление является простым для освоения, но иногда сложно выбрать игрока, которым желает управлять пользователь.
Высоко было оценено графическое исполнение игры. В обзоре IGN была отмечена красота текстур неба и реалистичность текстуры травы, однако указывалось, что изображение стадиона и болельщиков не является достаточно детальным, и что не все анимации можно назвать высококачественными. Обзор PC Zone отмечал, что Microsoft International Soccer 2000 был самым лучшим из всех футбольных симуляторов того времени по графическому исполнению. Звуковое оформление получило менее высокие оценки: так, обозреватель PC Zone указал, что создавалось впечатление, что Рон Аткинсон читает свой комментарий по бумажке, а в обзоре Sports Gaming Network отмечалось, что комментарий нередко запаздывает. Хотя комментарий получил положительную оценку в обзоре IGN, в нём отмечался слабый уровень музыкального сопровождения. На сайте Sports Gaming Network отмечалось, что музыка хорошая, но слишком повторяющаяся
Игровой процесс получил смешанные оценки обозревателей. Сайт Sports Gaming Network указывал на задержки в игре, связанные с тем, что футболисты не реагировали на команды игрока до тех пор, пока управляемые компьютером футболисты не передавали ему мяч. Также отмечалось отсутствие лицензии FIFA, из-за чего игроки должны были самостоятельно оценивать сильные и слабые стороны различных команд. В обзоре PC Zone отмечался аркадный стиль игры, делающий игровой процесс захватывающим. Высокий темп игрового процесса сравнивался с игрой Sensible World of Soccer. В обзоре IGN высоко оценивался игровой процесс, в особенности физическая модель поведения мяча, которую обозреватель называл самой реалистичной из имевшихся на тот момент. В то же время, отмечалось неправильное поведение компьютерных игроков, которое делало игру более лёгкой в некоторые моменты. В обзоре GameSpy, напротив, отмечался высокий уровень исполнения искусственного интеллекта компьютерных игроков.